# Objednávka
Objednávka je nabídka k uzavření kupní smlouvy či smlouvy o poskytnutí služby, učiněná dodavateli potenciálním odběratelem.
Písemná objednávka je účetní doklad, který slouží občanům i podnikatelům jako prvotní podklad pro dodávku zboží nebo služeb. Obchodní zákoník ale nijak nestanoví její přesnou formu, objednávka tedy může být jak písemná tak i ústní, používá se jak v maloobchodě tak i při velkoobchodní činnosti. Při maloobchodní činnosti vlastně objednávku zákazník vysloví ústně prodavači a ten mu požadovanou zboží nebo službu, pokud je k dispozici, ihned prodá.
Každá objednávka může být z nějakého důvodu odmítnuta respektive zamítnuta, pokud byla podána ústně bývá odmítnuta také ústně, pokud byla podána písemně, měla by být zamítnuta písemně.
Objednávky slouží zpravidla pro jednorázové účely menšího rozsahu, při větším rozsahu dodávek nebo větším finančním objemu zakázky je velmi vhodné, aby namísto objednávky byla uzavřena řádná obchodní smlouva.

## Písemná forma
Občané ji vypisují pokud si chtějí objednat zboží nebo služby, které se prodávají pouze na objednávku, typickým příkladem je internetový obchod. Podnikatelský subjekt, který si něco objednává u jiného podnikatelského subjektu se pak správně nazývá objednatel (po staru též odběratel), podnikatel-obchodník který zboží nebo službu dodává pak dodavatel, mezi nimi vznikl dodavatelsko-odběratelský vztah.

## Obchodování bez objednávek
Obchodování bez objednávek je také možné. Objednávky se typicky nepoužívají vůbec u automatizovaných forem maloobchodního prodeje (prodejní automaty – objednávku zde nahrazuje obvykle manuální volba kupujícího) a zpravidla také nejsou nutné ani při samoobslužném prodeji, který také může probíhat zcela beze slov.